# Afroleptomydas simulans
Afroleptomydas simulans är en tvåvingeart som beskrevs av Hesse 1969. Afroleptomydas simulans ingår i släktet Afroleptomydas och familjen Mydidae. Inga underarter finns listade i Catalogue of Life.